# کلاوس ونمان
کلاوس ونمان (آلمانی: Klaus Wennemann; ۱۸ دسامبر ۱۹۴۰ – ۷ ژانویهٔ ۲۰۰۰) بازیگر سینما و بازیگر تلویزیون اهل آلمان بود.
از فیلم‌ها یا برنامه‌های تلویزیونی که وی در آن نقش داشته‌است می‌توان به کشتی اشاره کرد.